# Miracle Legion
Miracle Legion — американская рок-группа, сформированная в 1983 году. Согласно Allmusic, Miracle Legion ожила после успеха группы R.E.M., главным образом потому, что голос вокалиста Mark Mulcahy имел сверхъестественное сходство с голосом Майкла Стайпа, вокалистом группы R.E.M., а гитарные арпеджио походили на стиль гитариста R.E.M. Питера Бака. Однако, коллектив из гитариста Ray Neal, ударника Jeff Wiederschall и басиста Steven West (а позже просто Mulcahy и Neal) в конечном счете, стал уникальным в своем роде.
Мини-альбом The Backyard (1984) стал хитом на студенческом радио, а группа в течение некоторого времени пользовалась популярностью за счёт этого. Это продолжалось до 1987 года, когда был издан дебютный альбом Surprise Surprise Surprise на Rough Trade, который звучал уже не так бодро и они были не в состоянии извлечь из него какую-либо выгоду. Затем последовал мини-альбом Glad (1988), содержавший оригинальные и концертные треки, записанные с группой Pere Ubu. К 1989 году Mulcahy и Neal работали в дуэте, и записали акустический альбом Me and Mr. Ray (1989). Отказавшись от прежнего R.E.M.-подобного звучания, группа нашла своё собственное направление в качестве кантри-рок-дуэта. Затем вышли альбомы Drenched (1992) и Portrait of a Damaged Family (1996), последний из которых был выпущен на собственном лейбле Mulcahy Mezzotint Records. Далее Mulcahy начинает свою сольную карьеру, с выпуском альбома Fathering (1997).
В 2016 году группа объявила о переиздании альбома Portrait of a Damaged Family и воссоединилась для летнего гастрольного тура. Это первые концерты Miracle Legion за двадцать лет.
В конце марта 2017 года группа объявила о финальном туре и выпуске концертного альбома под названием Annulment.

## Дискография
- A Simple Thing (1983) demo
- The Backyard (1984) 12"/Cassette EP on Rough Trade Records
- Little Drummer Boy (1985) 7" Single on Incas Records
- Surprise Surprise Surprise (1987) LP/Cassette/CD(Japan Only) on Rough Trade Records
- Glad (1988) 12"/Cassette EP with Pere Ubu on Rough Trade Records
- You’re The One Lee (1989) 12" featuring Sugarcubes
- Me and Mr. Ray (1989) CD/LP/CS on Rough Trade Records
- Drenched (1992) CD/CS on Morgan Creek Records,LP on Polydor Records
- Out to Play (1992) CD/12" EP on Morgan Creek Records (promo)
- We Are All Lost (1992) CD-EP on Morgan Creek Records (promo)
- Portrait of a Damaged Family (1996) CD on The Mezzotint Label
- Annulment (2017)